# Vince Cable
John Vincent Cable, dit Vince Cable, né le 9 mai 1943 à York, est un économiste et personnalité politique membre des Libéraux-démocrates (LibDems).
Économiste formé à Cambridge, il est tour à tour universitaire, fonctionnaire et cadre dans le secteur privé. En 1997 et après un premier échec en 1992, il se fait élire député de Twickenham, dans le Grand Londres.
Il rejoint la direction des LibDems en 2003 comme porte-parole pour le trésor, avant d'être nommé en 2006 chef adjoint du parti par Sir Menzies Campbell. Il assure brièvement l'intérim à la tête des Libéraux-démocrates en 2007.
Après la formation d'un gouvernement de coalition par le conservateur David Cameron en 2010, Cable devient secrétaire d'État aux Affaires, à l'Innovation et aux Compétences. À l'issue de la législature, il est battu aux élections générales de 2015, mais retrouve son mandat aux élections anticipées de 2017. Il est ensuite élu chef des LibDems.

## Biographie

### Formation
Il a étudié les sciences naturelles et les sciences économiques au Fitzwilliam College de l'université de Cambridge, puis a obtenu un doctorat de sciences économiques de l'université de Glasgow.

### Carrière
Au niveau professionnel, il fut lecteur à l'université de Glasgow et à la London School of Economics, et a travaillé pour le gouvernement du Kenya comme agent du Trésor public. Il a également été conseiller de John Smith lorsque celui-ci occupait le poste de secrétaire d'État à l'Industrie, et économiste en chef de Shell.

### Militant et député
Membre du Parti libéral pendant ses études supérieures, il a ensuite rejoint le Parti travailliste (Labour). À ce titre, il se présente lors des élections générales anticipées du 18 juin 1970 dans la circonscription de Glasgow Hillhead, en Écosse, une place forte conservatrice. Il y obtient 7 303 voix, soit 30,5 % des suffrages et deux fois moins de bulletins favorables que le sortant Tam Galbraith.
Il adhère au Parti social-démocrate (SDP) en 1982. Six ans plus tard, il intègre donc les Libéraux-démocrates. Il postule aux élections générales du 9 avril 1992 dans la circonscription de Twickenham, dans le Grand Londres. C'est alors un bastion du Parti conservateur, qui la représente à la Chambre des communes depuis 1932.
Avec environ 39 % des voix, il échoue à 11 points du sortant Toby Jessel, élu depuis 1970. Il décide de s'y représenter au cours des élections générales du 1er mai 1997. Alors qu'il progresse de 5 200 voix, Jessel en perd 4 900, et à 43 ans, Vince Cable est élu député avec 45,1 % des suffrages exprimés.

### Cadre des LibDems
Il rejoint en 1999 le « cabinet fantôme » des Libéraux-démocrates formé par Charles Kennedy. Il est alors secrétaire d'État fantôme au Commerce et à l'Industrie. Facilement réélu en 2001 avec 48,7 % des voix et une avance de 7 600 bulletins sur son concurrent conservateur, il devient en 2003 chancelier de l'Échiquier fantôme. Au nom de son parti, il donne donc la réplique à Gordon Brown, pilier des gouvernements de Tony Blair. Il conserve son mandat de député aux élections de 2005 avec 51,6 % des voix.
Le 2 mars 2006, le chef adjoint du parti Sir Menzies Campbell prend la succession de Kennedy, contraint à la démission pour raisons personnelles, comme chef des LibDems. Cable se porte alors candidat pour devenir son « numéro deux ». Lors du premier tour de vote au sein du groupe parlementaire, il recueille 21 voix, contre 25 à Matthew Taylor. Avec la redistribution des votes de David Heath, éliminé, il l'emporte finalement avec 31 suffrages contre 29.
Au sein du cabinet fantôme que Campbell constitue, il reste chancelier de l'Échiquier.  Cable est promu chef des Libéraux-démocrates par intérim le 15 octobre 2007, après que Campbell a été poussé à la démission. Nick Clegg est élu à sa succession le 18 décembre suivant. Il maintient alors Vince Cable dans l'intégralité de ses fonctions.

### Ministre de David Cameron

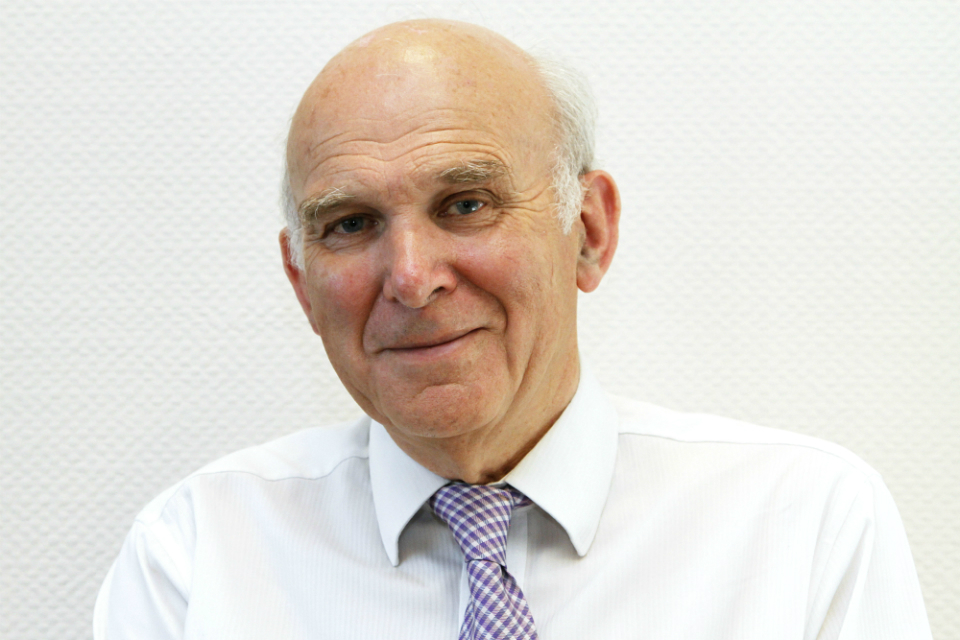
Portrait officiel de Vince Cable, secrétaire d'État aux Affaires, à l'Innovation et aux Compétences.

Les élections générales du 6 mai 2010 sont un triomphe pour lui. Dans Twickenham, il remporte 32 843 voix, soit 54,4 % des suffrages et 12 100 bulletins d'avance sur la conservatrice Deborah Thomas. Depuis la Seconde Guerre mondiale, seul Gresham Cooke en 1950 a recueilli plus de suffrages sur son nom dans cette circonscription.
Le 12 mai 2010, après que les Libéraux-démocrates ont formé une coalition avec le Parti conservateur, Vince Cable est nommé à 67 ans secrétaire d'État aux Affaires, à l'Innovation et aux Compétences. Il renonce à son poste de chef adjoint des LibDems deux semaines plus tard. Simon Hughes le remplace le 9 juin 2010.
Membre très populaire du gouvernement, ses déclarations contre Rupert Murdoch remettent en cause son impartialité en tant que secrétaire d'État chargé du commerce dans le dossier de rachat de BSkyB par News Corporation, le groupe de Murdoch, avec le risque que le gouvernement soit exposé à une action en justice intentée par l'entreprise. Dans ses déclarations à deux journalistes travaillant sous-couvert, Vince Cable affirme que de nombreux désaccords existaient au sein du gouvernement sur des sujets comme la réforme des frais d'entrée à l'université, les quotas d'immigration ou le contrôle des bonus des banquiers.

### La défaite historique de 2015
Lors des élections générales du 7 mai 2015, il postule à un cinquième mandat parlementaire. Il totalise alors 23 500 voix, soit 38 %, et se voit devancé de 2 000 suffrages par la candidate conservatrice Tania Mathias.
Il regagne son mandat dans Twickenham lors des élections générales anticipées du 8 juin 2017, réunissant 34 969 voix, soit 52,8 % des suffrages. Il réalise ainsi le record de voix obtenues par un candidat dans cette circonscription.

### Mariages
Vince Cable s'est marié deux fois. Sa première femme était Olympia Rebelo, une catholique indienne de Goa, qu'il a épousée dans la cathédrale catholique de Nairobi en 1968. Elle est morte d'un cancer en 2001. Vince Cable s'est remarié avec Rachel Wenban Smith, sa femme actuelle, en 2004. Dans une entrevue avec la BBC, Cable a dit qu'il porte les alliances de ses deux mariages.

## Résultats électoraux

### Chambre des communes
| Élection | Circonscription  | Parti | Parti               | Voix   | %    | Résultats |
| -------- | ---------------- | ----- | ------------------- | ------ | ---- | --------- |
| 1970     | Glasgow Hillhead |       | Travailliste        | 7 303  | 30,5 | Échec     |
| 1983     | York             |       | Social-démocrate    | 13 523 | 23,0 | Échec     |
| 1987     | York             |       | Social-démocrate    | 9 898  | 15,9 | Échec     |
| 1992     | Twickenham       |       | Libéraux-démocrates | 21 093 | 39,7 | Échec     |
| 1997     | Twickenham       |       | Libéraux-démocrates | 26 237 | 45,1 | Élu       |
| 2001     | Twickenham       |       | Libéraux-démocrates | 24 344 | 48,7 | Élu       |
| 2005     | Twickenham       |       | Libéraux-démocrates | 26 696 | 51,6 | Élu       |
| 2010     | Twickenham       |       | Libéraux-démocrates | 32 483 | 54,4 | Élu       |
| 2015     | Twickenham       |       | Libéraux-démocrates | 23 563 | 38,0 | Échec     |
| 2017     | Twickenham       |       | Libéraux-démocrates | 34 969 | 52,8 | Élu       |

## Sources
- (en) Cet article est partiellement ou en totalité issu de l’article de Wikipédia en anglais intitulé « Vince Cable » (voir la liste des auteurs).